# Anna Wyszkoni
Anna Wyszkoni (Tworków, Polonia, 21 de julio de 1980), también conocida como Ania Wyszkoni, es una cantante y compositora de pop rock polaca. Entre 1996 y 2010 fue la cantante principal de la popular banda polaca de pop rock Łzy, con la que lanzó seis álbumes, cuatro de los cuales obtuvieron certificación de oro o platino, y tuvo múltiples éxitos, como «Agnieszka już dawno…» (Agnieszka desde hace mucho que…), «Narcyz się nazywam» (Me llamo Narciso), «Jestem jaka jestem» (Soy como soy) y «Oczy szeroko zamknięte» (Ojos bien cerrados), entre otros.
Wyszkoni se embarcó en una carrera en solitario en 2008 y lanzó cinco álbumes, dos doble platino y uno de oro. Sus mayores éxitos en solitario incluyen «Czy ten pan i pani» (¿Es que este hombre y esta mujer?), «Z ciszą pośród czterech ścian» (Con el silencia entre cuatro paredes), «Lampa i sofa» (Lámpara y sofá), «Wiem, że jesteś tam» (Sé que estás ahí), «Zapytaj mnie o to, kochany» (Haceme la pregunta, mi amor), «W całość ułożysz mnie» (Me completás totalmente), «Biegnij przed siebie» (Corré hacia adelante) y «Nie chcę cię obchodzić» (No quiero andar atrás tuyo). En 2010, la revista de música polaca Machina la colocó en su lista de las «50 mejores cantantes polacas». Vendió alrededor de 450.000 discos desde 2014, incluyendo sus álbumes con Łzy.

## Biografía
Wyszkoni nació en Tworków, un pueblo en el sur de Polonia, ubicado en la frontera polaco-checa. Fue a un colegio en el pueblo cercano de Racibórz. Siendo adolescente, Wyszkoni ganó un concurso de belleza local y actuó en varios grupos vocales.

### Con la banda Łzy

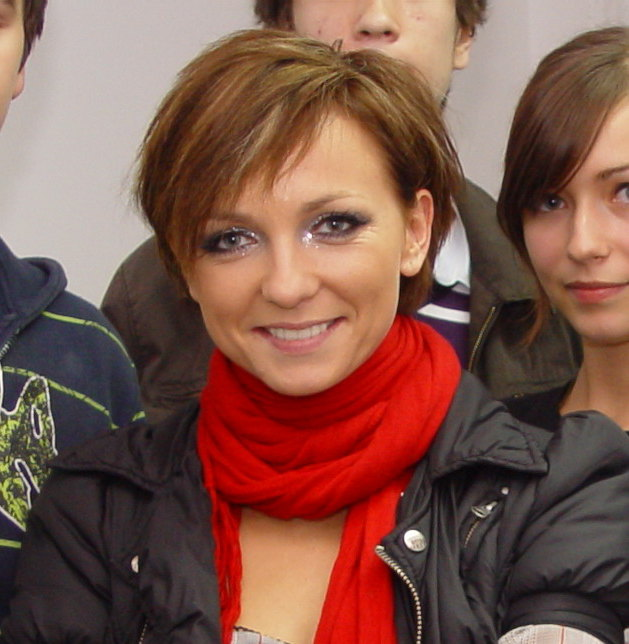
Wyszkoni en 2008

En 1996, Wyszkoni se convirtió en la cantante principal de la banda de pop rock Łzy, que autoeditó su álbum debut «Słońce» (Sol) en diciembre de 1998, pero pasó desapercibido. En el año 2000, actuó en un episodio del programa de televisión de talentos de canto Szansa na sukces y ganó el primer lugar. El segundo álbum de Łzy, «W związku z samotnością» (En relación con la soledad), fue lanzado más tarde ese año y generó los exitosos sencillos «Agnieszka już dawno…» y «Narcyz się nazywam» en 2001. El disco alcanzó el número 4 en la lista de ventas de Polonia, fue certificado platino, y vendió alrededor de 125.000 copias. El tercer álbum de la banda, «Jesteś jaki jesteś» (Sos como sos), salió en 2002 y generó el éxito «Jestem jaka jestem». También alcanzó el puesto número 4 y fue certificado oro en Polonia.
En 2003, la banda ganó el concurso de popularidad en el Festival Nacional de la Canción Polaca en Opole con su nueva canción «Oczy szeroko zamknięte». Se convirtió en su sencillo de mayor éxito comercial hasta el momento, alcanzando el número 1 en la lista de reproducción al aire polaca. La popularidad de la canción impulsó a la banda a la fama y llamó la atención de los medios polacos. Su siguiente álbum, «Nie czekaj na jutro» (No esperes hasta mañana), fue lanzado en junio de 2003 y alcanzó el número 1 en la lista de ventas, permaneciendo entre los 3 primeros durante 10 semanas consecutivas. Fue certificado platino más tarde en 2003 y vendió alrededor de 75.000 copias. Łzy grabó la canción «Julia, tak na imię mam» (Julia, así me llamo) para el Festival de la Canción de Eurovisión 2004, quedando en segundo lugar en la final polaca.
El quinto álbum de la banda, «Historie, których nie było» (Historias que no pasaron), fue lanzado en junio de 2005 y aunque no se vendió tan bien como sus predecesores, ubicándose en el número 11, recibió críticas positivas. El álbum incluía la balada «Przepraszam cię» (Te perdono) interpretada en el concurso del Festival Internacional de la Canción de Sopot, donde quedó cuarta en la semifinal. En 2006, Łzy conmemoró su décimo aniversario con el lanzamiento de un álbum de grandes éxitos, The Best of 1996–2006. Fue promocionado por una nueva balada «Gdybyś był» (Si hubiera sido), que se estrenó en el Festival de Opole y se convirtió en un éxito de radio en Polonia. El álbum solo alcanzó el número 11, pero fue certificado platino tres años después por vender 32.000 copias. Wyszkoni continuó actuando con Łzy hasta finales de 2010 y se separó oficialmente de la banda en noviembre de ese año.

### Carrera solista

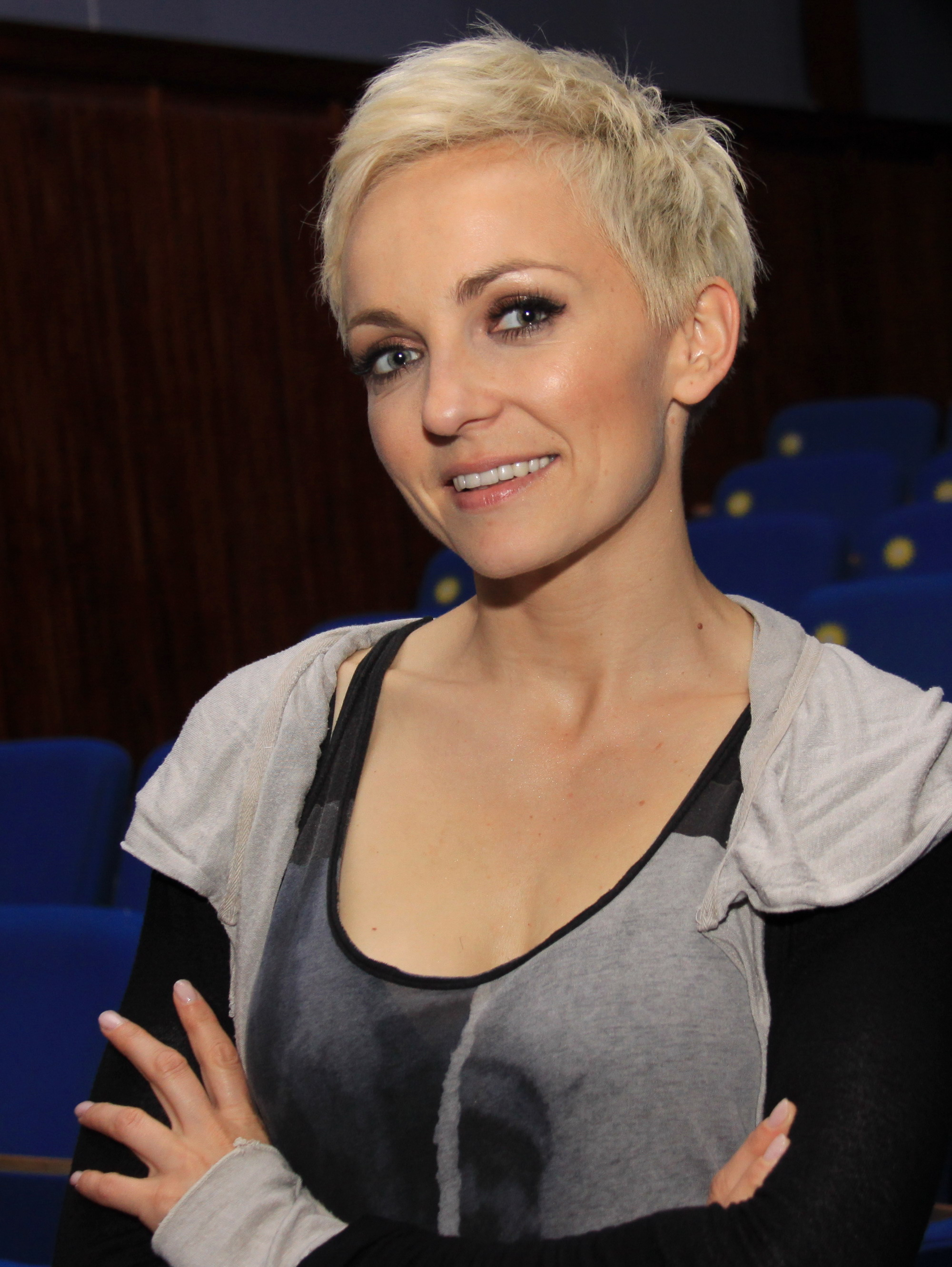
Wyszkoni en 2013

Wyszkoni colaboró con la banda polaca Video para la canción «Soft» en 2008, que apareció en su álbum debut «Video gra» (El video se está reproduciendo). Quedó en segundo lugar en la semifinal del Festival Internacional de la Canción de Sopot y se convirtió en un éxito de radio en Polonia. En junio de 2009, lanzó su primer álbum en solitario a través de Sony Music Entertainment Polonia, titulado «Pan i pani» (Un hombre y una mujer), que alcanzó el puesto número 9 en la lista de álbumes polacos y finalmente obtuvo la certificación de doble platino por vender más de 60.000. copias. El álbum generó una serie de sencillos populares en 2009 y 2010: «Czy ten pan i pani», «Z ciszą pośród czterech ścian», «Lampa i sofa» y «Wiem, że jesteś tam». Este último alcanzó el puesto número 3 en la lista de reproducción de aire de Polonia y ganó el premio Éxito del año en el Festival de Opole en 2011.
En noviembre de 2012, Wyszkoni lanzó su segundo álbum en solitario, «Życie jest w porządku» (La vida está en orden), con el popular sencillo principal «Zapytaj mnie o to, kochany», escrito por Marek Jackowski y Olga «Kora» Jackowska. El álbum alcanzó el puesto 14 y fue certificado oro después de dos meses. Siguió generando sencillos exitosos en 2013 y 2014: «W całość ułożysz mnie», «Biegnij przed siebie» (número 8 en la lista de reproducción al aire) y «Prywatna Madonna», entre otros. Desde entonces, ha obtenido una certificación de doble platino por ventas superiores a 60.000 copias. Wyszkoni también grabó la canción «Syberiada» con Piotr Cugowski y apareció en dos canciones del álbum póstumo homónimo de Marek Jackowski. En otoño de 2014, la cantante participó en Dancing with the Stars: Taniec z gwiazdami, donde obtuvo el segundo lugar.
En 2015, Wyszkoni hizo un dueto con Michał Bajor en la canción «Ja kocham, ty kochasz» (Yo amo, vos amás) de su álbum «Moja miłość» (Mi amor). En noviembre, lanzó un álbum navideño «Kolędy wielkie» (Los grandes villancicos de Navidad) a través de Universal Music Polska, que consistía en villancicos tradicionales y canciones originales, incluido el sencillo «Od nieba do nieba» (Del cielo para el cielo).
A fines de 2016, Wyszkoni lanzó un nuevo sencillo, «Oszukać los» (Esquivar el destino), que obtuvo popularidad en Polonia. En marzo de 2017, lanzó un nuevo álbum, «Jestem tu nowa» (Soy nueva acá), que alcanzó el puesto 5 y fue certificado oro. El álbum generó otro sencillo de éxito «Nie chcę cię obchodzić» (número 9 en la lista de reproducción al aire) y temas de éxito moderado «Zanim to powiem» (Antes de que lo diga) y «Mimochodem» (Dicho sea de paso). En 2019, Wyszkoni apareció con su hija en la canción «Różowe okulary» (Anteojos rosas) del grupo infantil polaco My3 y lanzó un sencillo independiente «Księżyc nad Juratą» (La luna sobre Jurata).
En 2020, Wyszkoni participó en los espectáculos que celebraban el centenario del Papa Juan Pablo II, organizados por TVP. También completó un curso de diseño de interiores y luego fue presentadora en el reality show «Design Dream. Pojedynek na wnętrza» en el canal de televisión polaco Polsat en la primavera boreal de 2021. Más tarde ese año, estrenó un nuevo sencillo, «Skrable», que mostró su nueva imagen y dirección musical. En octubre, Wyszkoni lanzó «Nieznośna lekkość hitu» (La insoportable ligerez de un éxito), una compilación que marca el 25 aniversario de su carrera musical. El álbum alcanzó el número 17 en la lista de ventas de Polonia.
Al año siguiente, el 25 de noviembre de 2022, lanzó un nuevo álbum de estudio, «Z cegieł i łez» (De Ladrillos y lágrimas) a través del sello independiente Mystic Production, que debutó en el número 8 en las listas de ventas en Polonia.
El 1 de diciembre de 2023 lanzó el disco «10» como homenaje a Marek Jackowski, y conmemorando diez años de su muerte. El disco contiene versiones propias de canciones que Jackowski escribió para Maanam. El primer sencillo, «Lucciola», fue lanzado el 24 de noviembre de 2023.

## Vida personal
Estuvo casada con Adam Piguła con quien tiene un hijo, Tobiasz, que nació en diciembre de 2001. Desde 2004, mantiene una relación con su manager Maciej Durczak, el fundador de la empresa de relaciones públicas Rock House Entertainment, con quien tiene una hija, Pola, que nació en febrero de 2012. Viven en Pasikurowice.
En 2016 le diagnosticaron cáncer de tiroides.

## Discografía

### Álbumes de estudio
- 2009: Pan i pani
- 2012: Życie jest w porządku
- 2015: Kolędy Wielkie
- 2017: Jestem tu nowa
- 2022: Z cegieł i łez
- 2023: 10

### Compilaciones
- 2021: Nieznośna lekkość hitu

### Sencillos
- 2008: «Soft» (con la banda Video)
- 2009: «Czy ten pan i pani»
- 2009: «Z ciszą pośród czterech ścian»
- 2010: «Lampa i sofá»
- 2010: «Wiem, że jesteś tam»
- 2011: «Graj chłopaku graj»
- 2011: «Po to jesteś tu»
- 2012: «Zapytaj mnie o to, kochany»
- 2013: «W całość ułożysz mnie»
- 2013: «Syberiada» (con Piotr Cugowski)
- 2013: «Dźwięki nocy»
- 2014: «Odnajdziemy się» (con Marek Jackowski )
- 2014: «Na cześć wariata»
- 2014: «Biegnij przed siebie»
- 2014: «Prywatna Madonna»
- 2015: «Dzięki za dźwięki»
- 2015: «Ja kocham, ty kochasz» (con Michał Bajor )
- 2015: «Od nieba do nieba»
- 2016: «Oszukać los»
- 2017: «Nie chcę cię obchodzić»
- 2017: «Zanim a powiem»
- 2017: «Mimochodem»
- 2018: «Cisza tak dobrze brzmi»
- 2019: «Różowe okulary» (con My3)
- 2019: «Księżyc nad Juratą»
- 2021: «Skrable»
- 2021: «Czułość proszę»
- 2022: «Było minęło»
- 2022: «Z cegieł i łez»
- 2023: «Lucciola»